# Primordial
Primordial es una banda de black metal y folk metal formada en Skerries, Irlanda, en 1991 por el bajista Pól MacAmlaigh y el guitarrista Ciarán MacUiliam. Ambos músicos habían formado en 1987 otra banda de death metal llamada Forsaken con Derek, hermano de Pól. Poco después se unió el vocalista Nemtheanga tras ver un anuncio en una tienda de discos de Dublín. Tras su llegada, la banda tomó una dirección más oscura, con influencias de Bathory, Celtic Frost y la emergente escena del black metal noruego.
Con la publicación de su primera demo, Dark Romanticism, en 1993, Primordial se convirtió en una de las primeras bandas de black metal de Irlanda. Tras fallidos intentos de firmar con Candlelight Records, el grupo firmó un contrato con Cacophonus Records, que publicó su primer álbum, Imrama. Este álbum, en comparación con los posteriores, posee una mayor influencia del black metal melódico, mientras que en posteriores trabajos pulieron su sonido con elementos del folk metal. Su trabajo más oscuro, sin embargo, fue The Gathering Wilderness, elegido álbum del mes por la revista Terrorizer y aclamado por la crítica como uno de sus mejores álbumes.
Actualmente, Primordial tiene un contrato con Metal Blade Records.

## Discografía
- 1993 - Dark Romanticism (demo)
- 1995 - Imrama
- 1996 - Primordial / Katatonia Split
- 1998 - A Journey's End
- 1999 - The Burning Season
- 2000 - Spirit the Earth Aflame
- 2002 - Storm Before Calm
- 2005 - The Gathering Wilderness
- 2006 - Primordial / Mael Mórdha Split
- 2007 - To the Nameless Dead
- 2011 - Redemption At The Puritans Hand
- 2014 - Where Greater Men Have Fallen
- 2018 - Exile Amongst the Ruins[1]

## Miembros
- Alan Averill "Nemtheanga" – voz
- Ciáran MacUiliam – guitarra
- Micheál O'Floinn – guitarra
- Pól MacAmlaigh – bajo
- Simon O'Laoghaire – batería